# Mont Yapeitso
Le mont Yapeitso est une montagne québécoise située dans le territoire non organisé du Mont-Valin, dans la municipalité régionale de comté (MRC) Le Fjord-du-Saguenay, au Saguenay–Lac-Saint-Jean, au Canada.

## Toponymie
En 1949, le botaniste Jacques Rousseau explore les monts Otish qu'il désigne comme « le pivot hydrographique du Québec ». Dès janvier 1950, il informe le secrétaire de la Commission de géographie du Québec d'un projet de dénomination d'entités géographiques comprises dans ces monts. Dans un article intitulé « Grandeur et décadence des monts Watshish », publié en 1959, Rousseau présente ses propositions toponymiques, dont le nom pic Bignell pour désigner le mont Yapeitso. Cette appellation fait allusion à Frank Bignell, aide-arpenteur que Rousseau considère comme étant probablement le premier Blanc à avoir escaladé le mont à la fin du siècle précédent. Frank Bignell est le fils de John Bignell (1817-1902), cet arpenteur qui avait exploré la région du lac Mistassini avec le géologue Albert Peter Low en 1885.
Rousseau savait que ce mont était appelé mont Yapeitso par les Amérindiens Nichicoun (membres de la nation naskapie), yapeits signifiant « caribou mâle ». Il a choisi de préserver ce nom en l'attribuant au lac qui borde le côté nord-est du mont (cette nappe d'eau s'appelle aujourd'hui lac du Lagopède). En 1971, la Commission de géographie du Québec a choisi de réhabiliter le nom amérindien et d'officialiser le nom du mont sous la forme mont Yapeitso.
Le toponyme mont Yapeitso a été inscrit le 18 novembre 1971 à la Banque des noms de lieux du Québec de la Commission de toponymie du Québec.

## Géographie
Culminant à 1 128 m d'altitude, le mont Yapeitso se dresse sur le flanc sud-est des monts Otish, à environ 230 km à l'ouest de Fermont, situé dans la région de la Côte-Nord. Il chevauche les limites de la municipalité d'Eeyou Istchee Baie-James et de la MRC du Fjord-du-Saguenay.
Les villes les plus proches sont Baie-Comeau et Chibougamau.